# Coblentz Peak
Der Coblentz Peak ist ein 1200 m hoher Berg an der Graham-Küste des Grahamlands auf der Antarktischen Halbinsel. Er ragt auf der Nordseite des Kopfendes der Holtedahl Bay auf.
Luftaufnahmen der Hunting Aerosurveys Ltd. von 1956 bis 1957 dienten dem Falkland Islands Dependencies Survey für eine Kartierung. Das UK Antarctic Place-Names Committee benannte den Berg 1959 nach dem US-amerikanischen Physiker William Coblentz (1873–1962) vom United States National Bureau of Standards, dessen Arbeiten entscheidende Beiträge zur Verbesserung von Schneebrillen mit getönten Gläsern lieferten.